# Valle Huejúcar
Valle Huejúcar är en ort i Mexiko.   Den ligger i kommunen Calvillo och delstaten Aguascalientes, i den centrala delen av landet, 500 km nordväst om huvudstaden Mexico City. Valle Huejúcar ligger 1 655 meter över havet och antalet invånare är 1 991.
Terrängen runt Valle Huejúcar är varierad. Runt Valle Huejúcar är det ganska tätbefolkat, med 60 invånare per kvadratkilometer. Närmaste större samhälle är Calvillo, 3,7 km öster om Valle Huejúcar. I omgivningarna runt Valle Huejúcar växer huvudsakligen savannskog.